# Птич
Птич (на беларуски: Пціч, Птыч; на руски: Птичь) е река в Беларус (Минска, Могильовска и Гомелска област), ляв приток на Припят, от басейна на Днепър Дължината ѝ е 421 km, а площта на водосборния ѝ басейн – 9470 km².
Река Птич води началото си от най-високата част на Минското възвишение на 307 m н.в., в района на село Нарейки, на около 25 km западно от град Минск. Тече предимно в южна посока, в горното течение през Минското възвишение, а в средното и долното – през силно заблатената историко-географската област Полесие. Влива се отляво в река Припят (десен приток на Днепър) на 112 m н.в., в близост до село Багримовичи, Гомелска област. Основен приток – река Ореса (десен). Има смесено подхранване с преобладаване на снежното. Пълноводието ѝ продължава от 2-рата половина на март до май включително, като през този период повишава нивото си с 2 – 3 m. Има ясно изразено лятно-есенно маловодие, нарушавано от епизодични прииждания в резултат на поройни дъждове. Средният годишен отток на реката е 48 m³/sec. По време на пълноводие част от водите ѝ постъпват в река Свислоч (десен приток на Березина) по канализираното корито на река Титовка. Замръзва през декември, а се размразява през март. В горното ѝ течение, югозападно от град Минск, е изградено Волковичиското водохранилище за снабдяване с питейна вода на столицата на Беларус. При пълноводие е плавателна за плиткогазещи съдове на 80 km от устието. По течението ѝ са разположени селищата от градски тип Правдински (Минска област), Глуск (Могильовска област) и Копаткевичи (Гомелска област).